# 科舍列夫火山
科舍列夫火山（俄语：Кошелев）是俄羅斯的一座火山，位於堪察加半島南部，海拔高度1,812米，最近一次火山噴發在1690年左右發生，該火山的火山噴氣孔活躍。